# FK Agro Vnorovy
FK Agro Vnorovy (celým názvem: Fotbalový klub Agro Vnorovy, zapsán jako: FK Agro Vnorovy z.s.) je český fotbalový klub sídlící ve slovácké obci Vnorovy, založen byl v roce 1930. Své domácí zápasy odehrává na fotbalovém stadionu Vnorovy s kapacitou 1000 diváků. Momentálně hraje v I. A třída Jihomoravského kraje – sk. B (6. nejvyšší soutěž). 

## Historické názvy
- 1930 – SK Agro Vnorovy (Sportovní Klub Agro Vnorovy)
- 2016 – FK Agro Vnorovy (Fotbalový Klub Agro Vnorovy, zapsaný spolek)

## Umístění v jednotlivých sezonách
Stručný přehled
- 2004–2015: Okresní přebor Hodonínska
- 2015–2016: Okresní soutěž Hodonínska
- 2016–2021: Okresní přebor Hodonínska
- 2021–2022: I. B třída Jihomoravského kraje – sk. C
- 2022–: I. A třída Jihomoravského kraje – sk. B

Jednotlivé ročníky
Legenda: Z - zápasy, V - výhry, R - remízy, P - porážky, VG - vstřelené góly, OG - obdržené góly, +/- - rozdíl skóre, B - body, červené podbarvení - sestup, zelené podbarvení - postup, fialové podbarvení - reorganizace, změna skupiny či soutěže
| Česko (2004– ) |                                         |        |    |    |    |    |    |    |     |    |        |
| Sezóny         | Liga                                    | Úroveň | Z  | V  | R  | P  | VG | OG | +/- | B  | Pozice |
| 2004/05        | Okresní přebor Hodonínska               | 8      | 26 | 7  | 9  | 10 | 34 | 37 | -3  | 30 | 9.     |
| 2005/06        | Okresní přebor Hodonínska               | 8      | 26 | 9  | 8  | 9  | 38 | 37 | +1  | 35 | 10.    |
| 2006/07        | Okresní přebor Hodonínska               | 8      | 26 | 11 | 7  | 8  | 53 | 50 | +3  | 40 | 5.     |
| 2007/08        | Okresní přebor Hodonínska               | 8      | 26 | 10 | 10 | 6  | 43 | 31 | +12 | 40 | 7.     |
| 2008/09        | Okresní přebor Hodonínska               | 8      | 26 | 10 | 4  | 12 | 35 | 36 | -1  | 34 | 9.     |
| 2009/10        | Okresní přebor Hodonínska               | 8      | 26 | 13 | 4  | 9  | 37 | 35 | +2  | 43 | 5.     |
| 2010/11        | Okresní přebor Hodonínska               | 8      | 26 | 12 | 5  | 9  | 50 | 35 | +15 | 41 | 4.     |
| 2011/12        | Okresní přebor Hodonínska               | 8      | 26 | 11 | 4  | 11 | 53 | 50 | +3  | 37 | 4.     |
| 2012/13        | Okresní přebor Hodonínska               | 8      | 26 | 13 | 5  | 8  | 65 | 39 | +26 | 44 | 4.     |
| 2013/14        | Okresní přebor Hodonínska               | 8      | 26 | 13 | 4  | 9  | 39 | 41 | -2  | 43 | 5.     |
| 2014/15        | Okresní přebor Hodonínska               | 8      | 26 | 7  | 5  | 14 | 39 | 52 | -13 | 26 | 14.    |
| 2015/16        | Okresní soutěž Hodonínska               | 9      | 26 | 15 | 5  | 6  | 48 | 31 | +17 | 50 | 3.     |
| 2016/17        | Okresní přebor Hodonínska               | 8      | 26 | 19 | 4  | 3  | 79 | 27 | +52 | 61 | 2.     |
| 2017/18        | Okresní přebor Hodonínska               | 8      | 26 | 12 | 10 | 4  | 54 | 34 | +20 | 46 | 3.     |
| 2018/19        | Okresní přebor Hodonínska               | 8      | 26 | 18 | 4  | 4  | 81 | 25 | +56 | 58 | 2.     |
| 2019/20        | Okresní přebor Hodonínska               | 8      | 13 | 12 | 0  | 1  | 66 | 7  | +59 | 36 | 1.     |
| 2020/21        | Okresní přebor Hodonínska               | 8      | 10 | 8  | 0  | 2  | 43 | 7  | +36 | 24 | 2.     |
| 2021/22        | I. B třída Jihomoravského kraje – sk. C | 7      | 26 | 16 | 6  | 4  | 62 | 23 | +39 | 54 | 1.     |
| 2022/23        | I. A třída Jihomoravského kraje – sk. B | 6      | 26 | 16 | 2  | 8  | 65 | 51 | +14 | 50 | 3.     |
| 2023/24        | I. A třída Jihomoravského kraje – sk. B | 6      | 26 | 11 | 3  | 12 | 64 | 59 | +4  | 36 | 10.    |
| 2024/25        | I. A třída Jihomoravského kraje – sk. B | 6      | 26 | 9  | 5  | 12 | 31 | 51 | -20 | 32 | 9.     |

Poznámky: 
- 2019/20: Odehráno jen 13 utkání, po té soutěž zrušena kvůli pandemii covidu-19.
- 2020/21: Odehráno jen 10 utkání, po té soutěž zrušena kvůli pandemii covidu-19.